# バークラ経
『バークラ経』（バークラきょう、巴: Bākula-sutta, バークラ・スッタ）とは、パーリ仏典経蔵中部に収録されている第124経。『薄拘羅経』（ばっくらきょう）とも。
類似の伝統漢訳経典としては、『中阿含経』（大正蔵26）の第32経「薄拘羅経」がある。
バークラ（薄拘羅）長老が、友人である裸行者カッサパに、自身の80年に及ぶ修行生活を説いていく。

## 構成

### 登場人物
- バークラ（薄拘羅） --- 仏弟子の一人。160歳。
- カッサパ --- バークラの友人である裸行者。バークラによって仏道へと導かれ、阿羅漢となる。

### 場面設定
ある時、バークラ（薄拘羅）長老は、ラージャガハ（王舎城）のカランダカニヴァーパ（竹林精舎）に滞在していた。
そこに彼の古い友人である裸行者カッサパが訪れ、彼に出家して何年になるか問う。バークラ長老は80年と答える。
裸行者カッサパはその80年の間に何を守ったか問う。バークラ長老は自分が80年間守り通した戒律を列挙していく。
裸行者カッサパは感嘆し、バークラ長老に導かれて仏道の出家者となり、間もなく阿羅漢となる。
バックラ長老は、しばらくして坐ったまま入滅（般涅槃）する。

## 日本語訳
- 『南伝大蔵経・経蔵・中部経典4』（第11巻下） 大蔵出版
- 『パーリ仏典 中部（マッジマニカーヤ）後分五十経篇I』 片山一良訳 大蔵出版
- 『原始仏典 中部経典4』（第7巻） 中村元監修 春秋社